# Акишин, Анатолий Иванович
Анатолий Иванович Акишин (род. 1926) — российский учёный, лауреат Государственной премии СССР.

## Биография
Родился 9 июня 1926 года в Москве.
Окончил Московский энергетический институт (1950).
Учёные степени:
- 1958 — кандидат наук, диссертация: «Конструирование и исследование электронных умножителей, применяемых для регистрации ионов».
- 1972 — доктор наук, диссертация: «Имитация воздействия космической среды на солнечные батареи космических аппаратов».

Учёные звания:
- 1968 — старший научный сотрудник.
- 1977 — профессор.

Трудовая и научная деятельность в НИИЯФ МГУ:
- 1950—1960 инженер, старший инженер, младший научный сотрудник;
- 1960—1968 старший научный сотрудник;
- 1968—1993 заведующий лабораторией космического материаловедения;
- 1993-2010 главный научный сотрудник НИИЯФ МГУ.

С 1971 г. по настоящее время профессор МГИЭМ (по совместительству), читает курс лекций «Радиационная техника и имитация воздействия космической среды на материалы и элементы космических аппаратов».
1969—1991 гг. руководитель Всесоюзного научного семинара «Имитиация воздействия космической среды на материалы и элементы космических аппаратов».
Область научных интересов: физическая электроника, радиационная физика, имитация воздействия космической среды на материалы и элементы космических аппаратов, испытание материалов термоядерного реактора, радиационная технология.

## Некоторые публикации
- Акишин А. И. Ионная бомбардировка в вакууме. - М. : Госэнергоиздат, 1963, 144 с.
- Козлов Л. В., Нусинов М. Д., Акишин А. И. и др. Моделирование тепловых режимов космического аппарата и окружающей его среды. -М.: Машиностроение, 1971, 380 с.
- Акишин А. И., Новиков Л. С. Воздействие окружающей среды на материалы космических аппаратов. -М.: Знание,═ 1983/4, 62 с.
- Акишин А. И., Новиков Л. С. Электризация космических аппаратов. -М.: Знание, 1985/3, 63 с.
- Акишин А. И. Радиационные аномалии в космическом оборудовании, вызванные электроразрядными явлениями в облученных диэлектриках. Новые наукоемкие технологии в технике. Энциклопедия. Т.17.Воздействие космической среды на материалы и оборудование космических аппаратов. Ред. Л. С. Новиков, М. И. Панасюк. М.: ЭНЦИТЕХ, 2001. С. 5-60.
- Effects of Space Condition on Materials. A.I. Akishin (Editor). Nova Sience═ Publishers, Inc. N.Y., 2001, p. 199.
- Акишин А. И. Методы радиационных испытаний космических материалов. Учебное пособие. Из-во МГУ, 2005,с.143.

## Награды и премии
В 1979 г. присуждена Государственная премия СССР за работы в области космических исследований (совместно с И. Б. Тепловым).
Лауреат премии Правительства РФ в области образования (2008).
Награждён медалями «За доблестный труд в Великой Отечественной войне 1941–1945 гг.» (1945), «Ветеран труда» (1986).
Заслуженный научный сотрудник Московского университета (1998). Ветеран космонавтики России.